# Żywy (jezioro)
Żywy lub Żywe – jezioro w Polsce w województwie warmińsko-mazurskim, w powiecie giżyckim, w gminie Kruklanki.

## Położenie
Jezioro leży na Pojezierzu Ełckim, w mezoregionie Wielkich Jezior Mazurskich, w dorzeczu Sapina–Węgorapa–Pregoła. Znajduje się około 18 km w kierunku wschodnim od Giżycka. W okolicach brzegów położone są miejscowości Żywy (południowy wschód), Kamienna Struga (północ plosa wschodniego) i Borki (północny zachód). Do jeziora uchodzi od północy ciek wodny o nazwie Dopływ z Puszczy Boreckiej, a także wpada Sapina. W pobliżu wsi Żywy znajduje się odpływ Sapiny do jeziora Sołtmany.
Linia brzegowa jest rozwinięta. Dno kamieniste i twarde. Występuje wyraźny podział na część wschodnią i zachodnią. Na jeziorze, przy południowym brzegu znajduje się wyspa o powierzchni 0,2 ha. Brzegi są wysokie, gdzieniegdzie strome. W otoczeniu znajdują się łąki i pola. Jezioro leży nieopodal skraju Puszczy Boreckiej.
Zgodnie z typologią abiotyczną zbiornik wodny został sklasyfikowany jako jezioro o wysokiej zawartości wapnia, o dużym wypływie zlewni, stratyfikowane, leżące na obszarze Nizin Wschodniobałtycko-Białoruskich (6a).
Jezioro leży na terenie obwodu rybackiego jeziora Kruklin w zlewni rzeki Węgorapa – nr 7, jego użytkownikiem jest Polski Związek Wędkarski. Objęte jest strefą ciszy. Znajduje się na terenie Obszaru Chronionego Krajobrazu Krainy Wielkich Jezior Mazurskich o łącznej powierzchni 85 527,0 ha.

## Morfometria
Według danych Instytutu Rybactwa Śródlądowego powierzchnia zwierciadła wody jeziora wynosi 118,8 ha. Średnia głębokość zbiornika wodnego to 6,0 m, a maksymalna – 24,5 m. Lustro wody znajduje się na wysokości 134,4 m n.p.m. Objętość jeziora wynosi 7 130,4 tys. m³. Maksymalna długość jeziora to 1 920 m a szerokość 1 330 m. Długość linii brzegowej wynosi 7 600 m.
Inne dane uzyskano natomiast poprzez planimetrię jeziora na mapach w skali 1:50 000 według Państwowego Układu Współrzędnych 1965, zgodnie z poziomem odniesienia Kronsztadt. Otrzymana w ten sposób powierzchnia zbiornika wodnego to 113,5 ha, a wysokość bezwzględna lustra wody – 134,1 m n.p.m.

## Przyroda
W skład pogłowia występujących ryb wchodzą m.in. sandacz, szczupak, leszcz, płoć i okoń. Roślinność przybrzeżna niezbyt rozwinięta, główne skupiska na północnym  i południowo-wschodnim brzegu.